# Aplikacja HTML
Aplikacja HTML (ang. HTML Application, HTA) – rozwiązanie internetowe stworzone przez firmę Microsoft, wykorzystujące połączenie HTML, CSS, JavaScript, JScript i VBScript, czyli dynamiczne strony HTML. Aplikacja DHTML została wprowadzona przez firmę Microsoft wraz z wydaniem Internet Explorera 4 w 1997 roku.
Pliki HTA mają takie same uprawnienia, jak zwykłe aplikacje, więc wykorzystując np. kontrolkę ActiveX, można zapisywać, odczytywać i edytować dowolne pliki na dysku komputera. Ponadto umożliwiają wybranie ikony, włączenie trybu pełnoekranowego itp. Każdy plik HTA można uruchomić w oknie przeglądarki internetowej. Posiadają one specjalny znacznik <hta:application /> umieszczany w sekcji head, do którego można przypisać atrybuty, takie jak:
- windowstate = "minimize" / "maximize" / "normal" - określa stan okna podczas uruchomienia
- border = "thin" / "normal" - określa możliwość zmiany rozmiaru okna
- caption = "yes" / "no" - określa, czy ma być pokazywany pasek tytułowy okna
- singleinstance = "yes" / "no" - określa, czy kilka kopii aplikacji może być uruchomionych jednocześnie
- applicationname = "nazwa" - nazwa aplikacji
- showintaskbar = "yes" / "no" - określa, czy pokazywać aplikacje w pasku zadań
- contextmenu = "yes" / "no" - określa, czy ma być używane domyślne menu kontekstowe
- icon = "sciezka" - wskazuje ścieżkę ikony
- maximizebutton = "yes" / "no" - określa, czy wyświetlać przycisk maksymalizacji
- minimizebutton = "yes" / "no" - określa, czy wyświetlać przycisk minimalizacji
- navigable = "yes" / "no" - określa, czy aplikacja może wyświetlać treść innej strony HTML
- scroll = "yes" / "no" - określa, czy mają być wyświetlane paski przewijania
- selection = "yes" / "no" - określa, czy można zaznaczać tekst

Właściwości, które nie zostały zdefiniowane przez użytkownika, przyjmują wartości domyślne.